# Independence (Iowa)
Independence település az Amerikai Egyesült Államok Iowa államában, Buchanan megyében, melynek megyeszékhelye is. Lakosainak száma 6064 fő (2020. április 1.).

## Népesség
A település népességének változása:

| 2010 | 5 966 |
| 2020 | 6 064 |